# Boisse-Penchot

Boisse-Penchot este o comună în departamentul Aveyron din sudul Franței. În 1 ianuarie 2022 avea o populație de 515 de locuitori.